# Gigantoceras rectilinea
Gigantoceras rectilinea är en fjärilsart som beskrevs av George Francis Hampson 1912. Gigantoceras rectilinea ingår i släktet Gigantoceras och familjen trågspinnare. Inga underarter finns listade i Catalogue of Life.